# Тсуґа канадська
Тсуґа канадська, або тсуга канадська (Tsuga canadensis) англ. Canada hemlock, фр. pruche du Canada) — вид хвойних рослин родини соснових.

## Опис
Дерево до 30 м; стовбур зазвичай прямий, але дуже рідко розгалужується, до 150 см діаметром на рівні грудей; крона широко конічна. Кора бура, луската і потріскана. Бруньки яйцеподібні, 1,5—2,5 мм. Листки розміром (5)15—20(25) мм, сплющені; нижня поверхня сиза, з 2 широкими смугами, верхня поверхня блискуче зелена (жовто-зелений). Насіннєві шишки яйцеподібні, розміром 1,5—2,5 × 1—1,5 см; вершини круглі. 2n = 24.

## Поширення, екологія
Країни проживання: Канада (Нью-Брансвік, Нова Шотландія, Онтаріо, Острови Принца Едуарда, Квебек); США (Коннектикут, Джорджія, Індіана, Кентуккі, Мен, Массачусетс, Мічиган, Міннесота, Нью-Гемпшир, Нью-Джерсі, Нью-Йорк, Північна Кароліна, Огайо, Пенсильванія, Род-Айленд, Південна Кароліна, Теннессі, Вермонт, Вірджинія, Вашингтон, Вісконсин). Росте від близько рівнем моря (Нова Шотландія) до 600 м в пн. Мічигані, в південних Аппалачах від 600 до 1500 м над рівнем моря. Ґрунти мають льодовикове, річкове, алювіальне, або колювіальне походження, підзолисті та зазвичай сильно кислі (рН 3—4). Клімат прохолодний і вологий, з річною кількістю опадів від 700 до 1500 мм. T. canadensis зростає локально чисто але, як правило, в суміші з іншими хвойними і широколистими деревами: Pinus strobus, Pinus resinosa, Abies balsamea, Picea rubens, Picea glauca, Larix laricina, Betula, Acer saccharum, Quercus rubra, Fraxinus americana, Fraxinus nigra, Fagus grandifolia, Populus, та інші види. Це дуже тіньовитривалий вид і дозволяє дуже малій кількості рослинності розвивати під власним куполом.
В Україні вид культивують у ботанічних садах і парках.

## Використання
Повільноросла T. canadensis дає деревину хорошої якості, яка підходить для будівництва (наприклад, дахи, підлога), також виробництва ящиків або коробок, але до недавнього часу ці види використання були повністю в тіні свого використання в паперовій целюлозній промисловості. Іншими колишніми видами застосування були виготовлення телеграфних стовпів і шпал. У минулому кора використовувалась у шкіряній промисловості. T. canadensis раніше користувався попитом як декоративне дерево; вид був введений в Європі в 1736 році. У садах і парках часто росте часто в кілька стовбурів, але це в жодному разі не характерно для даного виду в природному середовищі існування. Велика кількість сортів була вирощена, у тому числі зі строкатим листям і карликові форми. З іншого боку, через уповільнене зростання T. canadensis є менш привабливим для лісових плантацій деревом ніж Tsuga heterophylla.

## Загрози та охорона
Введена шкідлива комаха, Adelges tsugae викликає значне відмирання в багатьох областях, розширюючись із Вірджинії, де він був, мабуть, з'явився у 1951 році на північ і на схід країни. Шкідник ще не досягли головної площі зростання навколо Великих озер. Зміни клімату, можуть дозволити поширенню цього шкідника в райони, де він досі був позбавлений можливості перебувати через низькі зимові температури. Цей вид присутній у багатьох охоронних територіях. Боротьба з Adelges tsugae є основним пріоритетом і наразі досліджується.

## Галерея

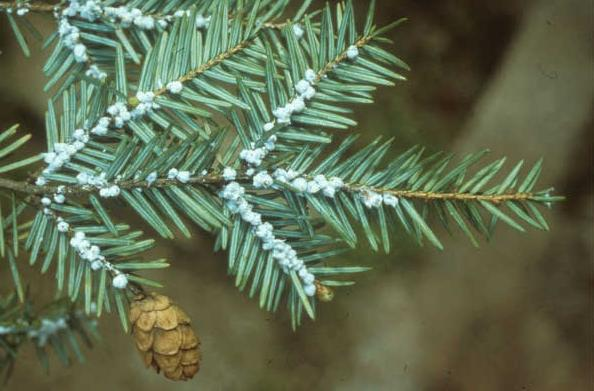
Гілка з шишкою уражена комахою Adelges tsugae
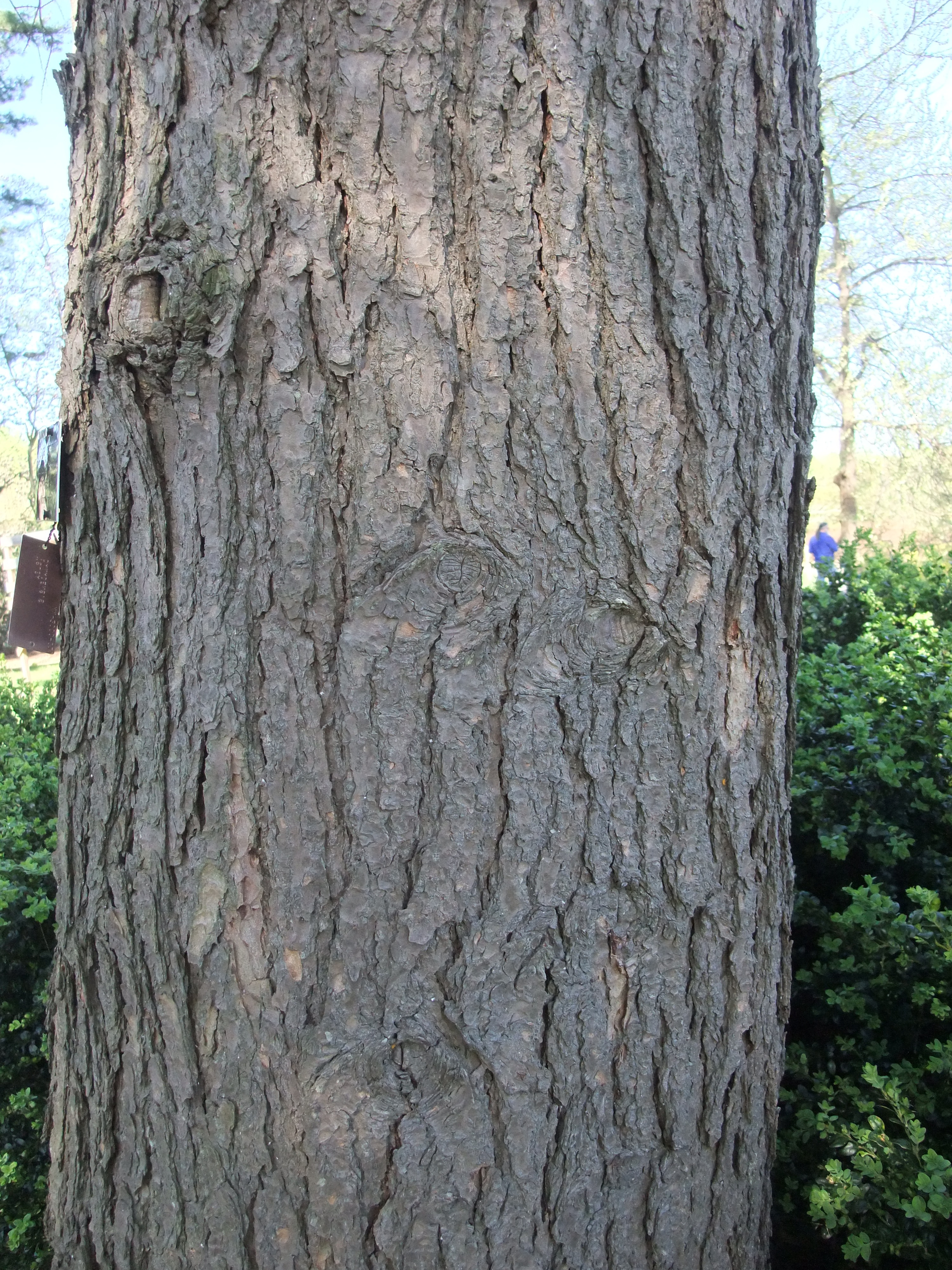
Стовбур
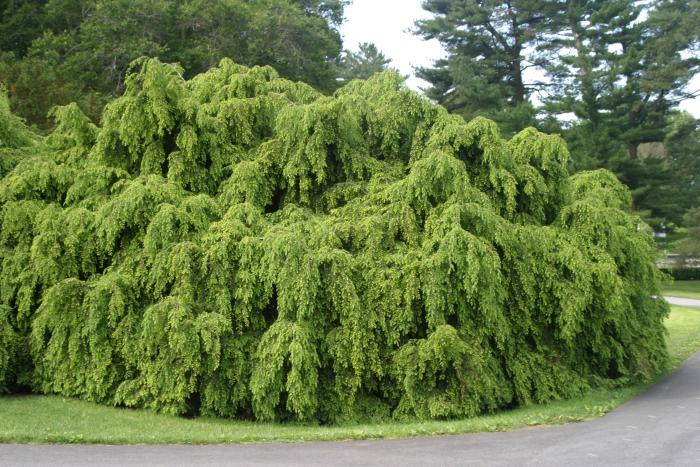
декоративна форма
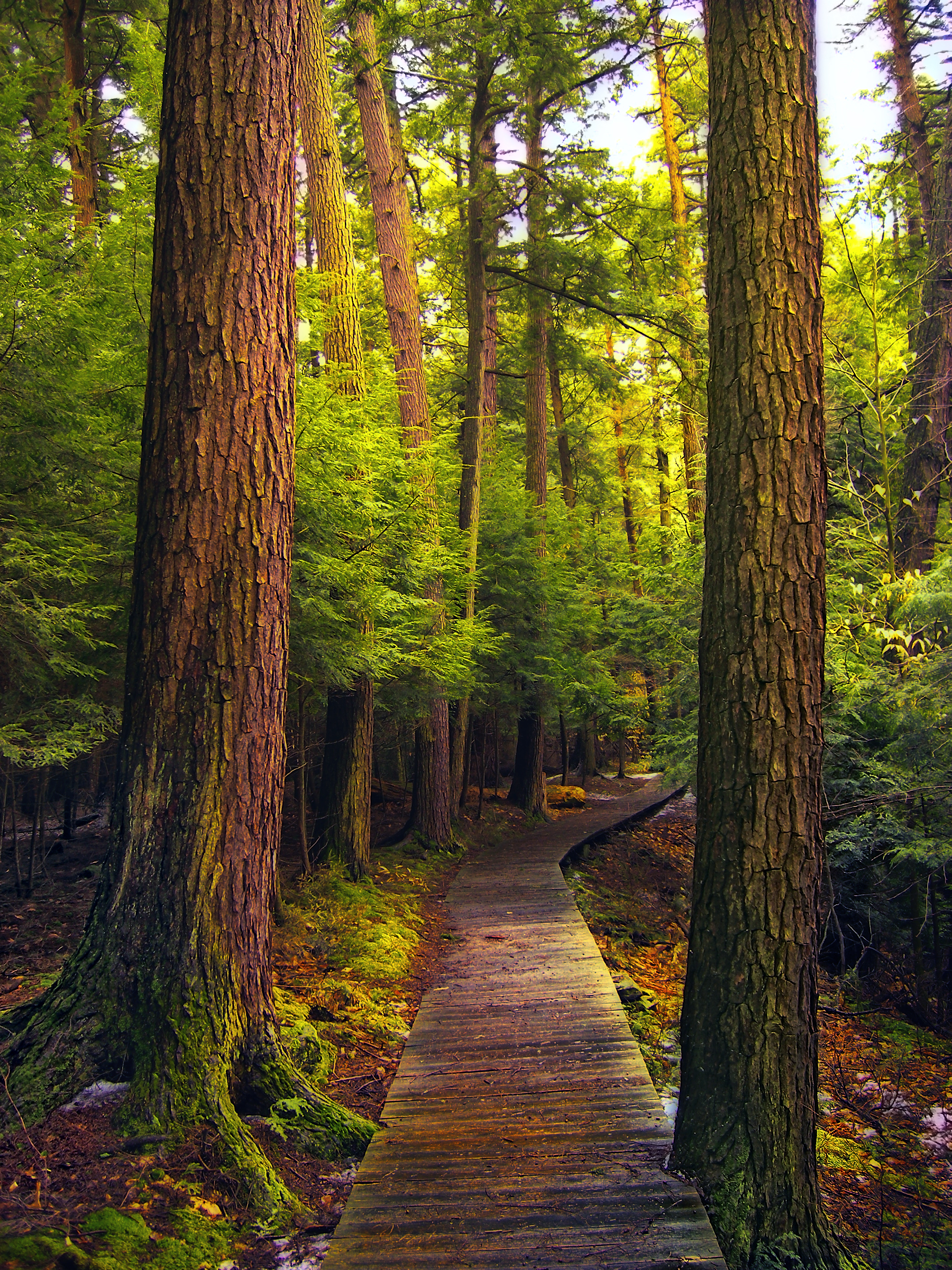
у Державному парку Солт-Спрінгс, Пенсільванія